# Héctor y Tito
Héctor y Tito furono un duo di musica reggaeton portoricano nato nel 1998 con il nome "Los Bambinos". Incisero sei album, compreso uno live, ed ebbero successo negli anni 2000 grazie ad alcuni singoli incisi in collaborazione con i produttori Luny Tunes e Noriega, tra cui Baila Morena, Cae la noche e Amor de Colegio.
Il duo, dopo aver riscosso un grande successo in tutta l'America Latina, decise di separarsi, pubblicando un ultimo album nel 2005. Tito El Bambino è tuttora attivo come solista, mentre Héctor El Father interruppe l'attività musicale nel 2008 a seguito della conversione al cristianesimo, per poi ricominciare nel 2018 come Héctor Delgado.

## Formazione
- Héctor Delgado (1979)
- Tito El Bambino (1981)

## Discografia
- 1998 - Violencia Musical
- 2000 - Nuevo Milenio
- 2001 - Lo De Antes
- 2002 - A La Reconquista
- 2003 - La Historia Live
- 2005 - Season Finale